# بلبل سرگشته
«بلبلِ سرگشته» یک حکایت کهن ایرانی است از گونهٔ بین‌المللیِ «درختِ ارس» (ATU 720).

## ثبت کتبی
مشهورترین نسخهٔ مکتوب این قصه کار صادق هدایت است.

## در ادبیات و هنر نوین
علی نصیریان نمایشنامه‌ای به همین نام از روی این افسانه نوشته است.